# LHS 292
LHS 292 è una stella nana rossa nella costellazione del Sestante. Essa ha luminosità troppo debole per esser vista a occhio nudo, sebbene sia relativamente vicina al sole, circa 14,8 anni-luce. È una stella a brillamento, cioè la sua luminosità può aumentare brutalmente per brevi periodi di tempo.